# Juan Manuel Cerúndolo
Juan Manuel Cerúndolo (Buenos Aires, 15 de noviembre de 2001) es un tenista argentino. Alcanzó el puesto 79.º en el ranking ATP de singles, el 31 de enero de 2022. Mientras que el ranking ATP de dobles más alto de su carrera es el puesto 376.º logrado el 3 de febrero de 2020.
En su carrera le ha ganado a jugadores Top 100 como Félix Auger-Aliassime, Pablo Cuevas, Miomir Kecmanović, Thiago Monteiro, Federico Coria, Albert Ramos, Dušan Lajović, Kevin Anderson, Diego Schwartzman, Tomás Martín Etcheverry, Pedro Cachín, Yannick Hanfmann y Roman Safiullin.

## Trayectoria

### Inicios
En el ITF World Tennis Tour 2019 obtuvo sus primeros títulos profesionales de nivel ITF al vencer en junio el M15 de Tabarka (Túnez), y luego los M15 de Helsinski y Santiago de Chile.
En el Challenger de Montevideo de 2019 alcanzó las semifinales venciendo en el camino al número 1 local Pablo Cuevas y a Facundo Bagnis.

### 2021
Cerúndolo hizo su debut en el cuadro principal de un torneo de nivel ATP en el Córdoba Open 2021 después de asegurarse un lugar en la clasificación al vencer a Fermín Tenti, Juan Pablo Varillas y Joao Menezes. En la primera ronda venció a Thiago Seyboth Wild por 7-5 y 7-6, siendo el sexto tenista nacido en 2001 en vencer en un encuentro de nivel ATP. En la segunda ronda da la sorpresa al ganarle a Miomir Kecmanović, tercer preclasificado y puesto 41 del escalafón, por 6-7, 7-5 y 6-2. En cuartos de final derrota a Thiago Monteiro por 6-2, 2-6 y 6-3. En semifinales derrota a Federico Coria en tres parciales, 6-4, 4-6 y 6-2, para así clasificar a su primera final a nivel ATP. Además es el primer debutante a nivel ATP en llegar a una final desde Santiago Ventura en el ATP 250 de Casablanca en 2004. Finalmente en el duelo decisivo derrotó a Albert Ramos Viñolas por 6-0, 2-6 y 6-2, para hacerse con su primer título a nivel ATP.
Por su buena actuación en Córdoba, clasificó por exención especial para el Argentina Open, donde perdió en primera ronda frente a Federico Delbonis por 6-4 y 7-6.
Recibió una invitación para el Chile Open, logrando en primera ronda vencer al local Gonzalo Lama por 7-5 y 6-2 y cayendo en segunda ante Roberto Carballes Baena por 6-2 y 6-0.
En mayo de 2021, consiguió su primer título challenger, el de Roma, al vencer en la final al italiano Flavio Cobolli. Mientras que en septiembre ganó dos challengers más, en Como, Italia y en Banja Luka, Bosnia.
El 1 de noviembre de 2021 se confirmó su clasificación a la Next Generation ATP Finals 2021, siendo el primer jugador sudamericano en clasificar a esta competición en la historia. En dicho torneo cayó en el Round Robin ante Brandon Nakashima, Holger Rune y Carlos Alcaraz por 1-3 en los 3 partidos.

### 2022
Realiza por primera vez la gira australiana de cemento como profesional. En Adelaida 1 vence a Alex Bolt y pierde en segunda ronda frente a Gael Monfils. Juega su primer cuadro principal de un Grand Slam en el Abierto de Australia, donde pierde en primera ronda frente a Tomás Machac por 3-6, 6-2, 4-6 y 2-6.
En la previa del Córdoba Open, torneo que defendía, sufre un desgarro en el psoas que le impide participar en casi toda la gira de polvo de ladrillo sudamericana.
Participa de su primer Masters 1000 en Indian Wells, perdiendo en primera ronda frente a Jack Sock.
Luego realiza un gran torneo en el Masters de Miami, venciendo en primera ronda a Dušan Lajović por 6-3 y 7-5 y en segunda ronda a Kevin Anderson por 7-6, 3-6 y 6-3. En tercera ronda cayó ante Frances Tiafoe por 3-6 y 2-6.
Después decide participar del Challenger de Murcia 2022, pero debe retirarse en primera ronda ante Ivan Gájov, ya que una vez más sufre una desgarro en el psoas derecho que lo aleja de las canchas.

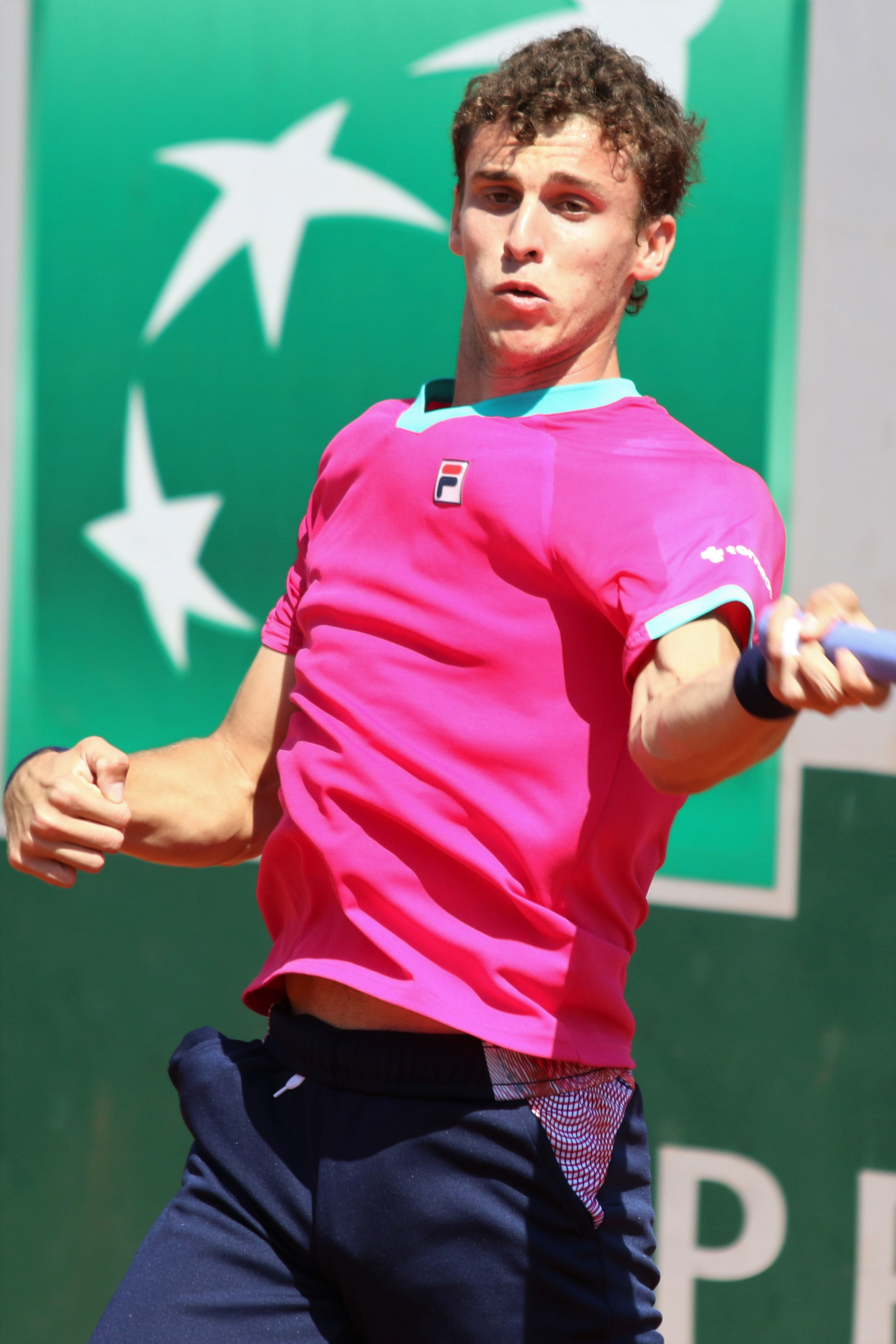
Cerúndolo en Roland Garros 2022

Luego de más de un mes sin jugar, disputa la fase de clasificación de Roland Garros, venciendo a Luca Van Assche por doble 6-3 y cayendo en la siguiente ronda contra Cedrik-Marcel Stebe por 6-7(5) y 3-6.
En la semana siguiente disputó el Challenger de Forli, donde llegaría hasta cuartos de final, allí se enfrentó a Lorenzo Musetti, pero tuvo que retirarse del partido antes de comenzar el tercer set debido a molestias en su pierna derecha.
Recién regresó al circuito en el Challenger de Tampere, en el que llegó hasta semifinales donde cayó ante Harold Mayot, mientras que en agosto solo disputó el Challenger de Cordenons, donde perdió en primera ronda ante Gianmarco Ferrari.
Volvió a encontrar buenas sensaciones en la gira de challengers sudamericanos, arrancando en Villa María donde llegó a cuartos de final.
En la semana siguiente ganó su cuarto título challenger en Buenos Aires, venciendo en la final a Camilo Ugo Carabelli 6-4, 2-6 y 7-5.
En Río de Janeiro llegó a cuartos de final, cayendo frente a Federico Coria.
Su quinto título challenger llegó una semana después, cuando venció a Facundo Díaz Acosta por 6-3, 3-6 y 6-4 en la final de Coquimbo II.
Tanto en Guayaquil como en Montevideo llegó hasta segunda ronda, en Ecuador cayó ante Jan Choinski y en Uruguay se retiró en el segundo set ante Díaz Acosta producto de un malestar estomacal.
Finalizó la temporada en el puesto 151 del ranking ATP y habiendo ganado 2 títulos challenger.

### 2023

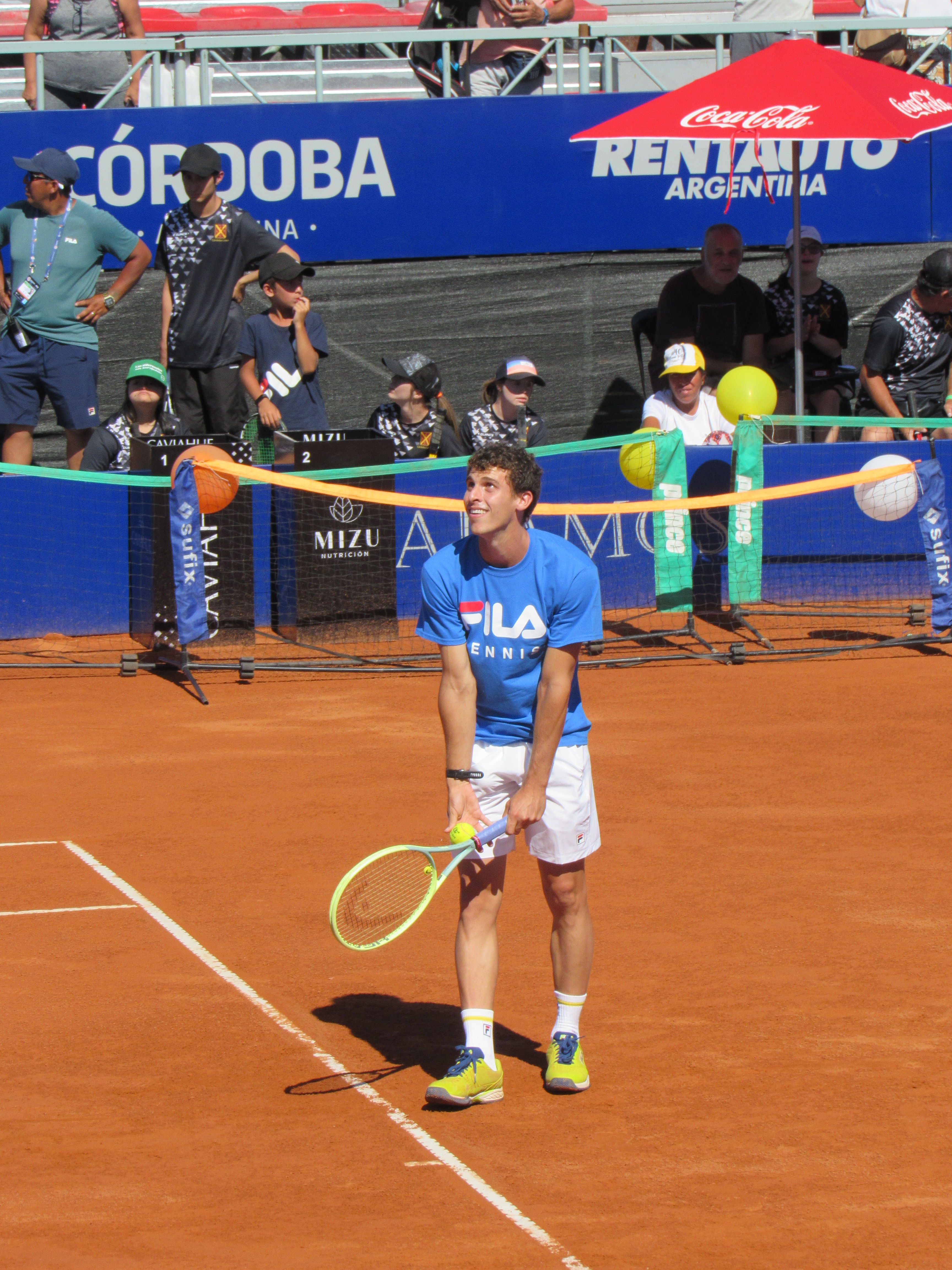
Cerúndolo en el Córdoba Open 2023

Arrancó el año de manera casi perfecta, ganando de manera consecutiva los challengers de Tigre I y Tigre II, cediendo apenas 4 sets en los 10 partidos, en el primero venció en la final a Murkel Dellien por 4-6, 6-4 y 6-2, mientras que en el segundo a Jesper De Jong por 6-3, 2-6 y 6-2. En el Challenger de Concepción llegó hasta cuartos de final, cayendo ante Hugo Dellien.
Frente al mismo rival y en la misma instancia cayó por 6-7, 6-4 y 6-0 en el Córdoba Open, en el que ya había eliminado a Pablo Andújar y Diego Schwartzman, y al que había sido invitado para su cuadro principal.
En el Argentina Open debió disputar la clasificación, pero esta vez con un wild card ya que, por reglamento, un jugador que dispute una qualy no puede estar en cancha jugando otro torneo a las 21hs del día anterior, ya que a esa hora se realiza el sorteo de la misma, en consecuencia, el tenista es automáticamente descalificado del torneo, no obstante, puede disputar la qualy si participa de la misma como invitado, lo que terminó sucediendo cuando se le fue otorgado el último wild card del torneo, de todas maneras, perdió el partido por 6-3, 3-6 y 6-2 ante Yannick Hanfmann.
En el Río Open empezó ganando ante el local Matheus Pucinelli De Almeida en la primera ronda de la qualy, pero cayó en el partido por la clasificación ante Nicolás Jarry, no obstante, ingresó al cuadro principal como perdedor afortunado luego de la baja de Federico Coria, allí caería ante Cameron Norrie, futuro campeón del torneo. La semana siguiente nuevamente debió disputar una qualy, en este caso la del Chile Open, en primera ronda venció al local Tomás Barrios Vera y en el partido por la clasificación a Federico Delbonis, ya en el cuadro principal venció a Pedro Cachín en primera ronda, pero en segunda cayó ante Dušan Lajović, en un partido que terminó con tie break en el tercer set 2-6, 6-2 y 6(2)-7.
Luego encadenó una serie de 3 derrotas en primeras rondas, siendo estas las del Challenger de Santiago, el ATP de Houston, y el Challenger de Sarasota. Volvería a la victoria en el Challenger de Oeiras III, donde llegó hasta la final sin perder sets, allí fue vencido por Zsombor Piros por 6-3 y 6-4.

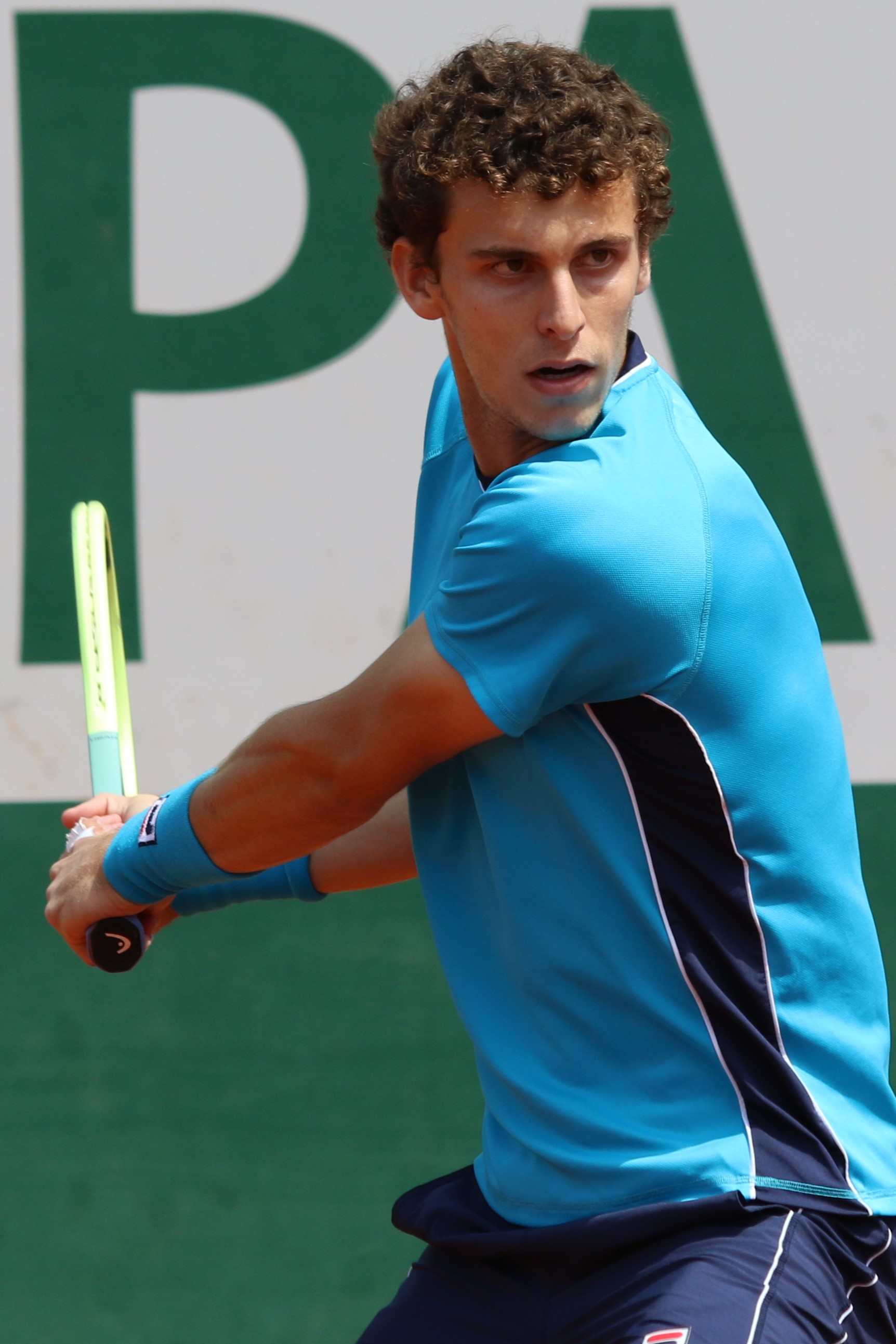
Cerúndolo en Roland Garros 2023

En Madrid jugó su primer torneo M1000 de la temporada, allí perdió en el partido por la clasificación ante Alexandr Shevchenko por 7-6 y 6-4. Luego de caer en primera ronda del Challenger de Praga 2, disputó el Masters de Roma, donde pasaría la clasificación sin sobresaltos, pero luego caería en primera ronda ante Arthur Fils por 6-1, 1-6 y 6-4. En el Challenger de Turín arrancó en segunda ronda luego de recibir un bye en la primera, allí cayó ante Andrea Collarini.
En Roland Garros disputaría su primer torneo de Grand Slam en la temporada, allí llegó a la segunda ronda de la clasificación, donde fue vencido por Hamad Medjedovic por 6-3, 3-6 y 6-3.
Comenzó la temporada de pasto en el Torneo de Eastbourne, donde cayó en primera ronda de la qualy ante Skander Mansouri.
En Wimbledon disputó de arranque el cuadro principal, aunque perdió por 6-2, 6-2 y 6-2 en primera ronda ante Jannik Sinner, quien era número 8 del ranking ATP.
En su regreso a polvo de ladrillo, también regresaron las victorias, encadenando tres de ellas para llegar a semis del Challenger de Salzburgo, ahí cayó por 6-0 y 6-2 ante el local Sebastian Ofner, quien a posteriori sería campeón del torneo.
Volvió a disputar un partido ante Alexandr Shevchenko en el polvo de ladrillo de Bastad, con el mismo resultado de Madrid, derrota para Juanma frente al tenista ruso, esta vez por 6-3 y 6-3. Una semana después, vuelve a caer en el inicio del Torneo de Umag, ante Fábián Marozsán, por 6-3 y 6-2. Mientras que en el Torneo de Kitzbühel debió jugar la qualy, y allí perdería en el partido por la clasificación ante Guido Andreozzi por 6-2 y 6-4, no obstante, ingresó al cuadro principal como perdedor afortunado luego de la baja de Alexei Popyrin, allí cayó ante Arthur Rinderknech por 6-7, 6-4 y 6-2.
En Winston-Salem hizo uno de sus mejores torneos ATP del año, llegando hasta cuartos de final, venciendo en el camino a Roman Safiullin por 7-6, 3-6 y 6-3, a Yannick Hanfmann por 7-6, 5-7 y 7-6, y a Omni Kumar por 7-5 y 6-3, allí caería ante Borna Ćorić por 6-3 y 6-1.
En el US Open logró su primera victoria en el torneo, al vencer en primera ronda a Ilya Ivashka por 2-6, 6-7, 6-3, 6-3 y 6-3, ya en segunda ronda caería ante Alejandro Davidovich Fokina por 6-1, 6-4 y 6-3.
En su regreso a Sudamérica disputó el Challenger de Santa Cruz, donde llegó hasta semifinales luego de vencer Alex Barrena, Orlando Luz, y Pedro Sakamoto, allí debía jugar ante Mariano Navone, pero se retiró cuando se disputaba el segundo set debido a una lesión, finalizando el partido 6-4 y 3-0 a favor de su compatriota, quien a posteriori sería el campeón del torneo.En el Challenger de Antofagasta venció en primera ronda al noruego Viktor Durasovic, pero en segunda cayó ante Camilo Ugo Carabelli, futuro campeón del torneo. Tuvo dos eliminaciones consecutivas ante Luciano Darderi, la primera en la segunda ronda del Challenger de Campinas, en el que ya había vencido a Murkel Dellien, la segunda se dio en los cuartos de final del Challenger de Buenos Aires, en el que Juanma defendía el título, y donde en primera ronda venció a Andrea Collarini, mientras que en segunda lo había hecho ante Andrea Pellegrino. Cayó en primera ronda durante cuatro torneos consecutivos, siendo estos los Challengers de Santa Fe, Curitiba, Guayaquil y Lima II, ante Thiago Monteiro, Wilson Leite, Román Burruchaga y Guido Andreozzi respectivamente.

## Vida personal
Su hermano mayor Francisco también es tenista jugó su primera final en el Argentina Open 2021, una semana después de la final de Juanma en Córdoba, lo que convirtió a los Cerúndolo en los primeros hermanos en llegar a finales consecutivas en el circuito ATP desde 2017, cuando Alexander Zverev ganó el título en el Masters de Roma y Mischa Zverev llegó a la final del Geneva Open. En aquel torneo de Córdoba, Juanma disputó el primer torneo ATP en el que también competía su hermano, convirtiéndose en los primeros hermanos argentinos en 40 años en presentarse en el mismo torneo.
Su hermana mayor María Constanza es jugadora de hockey sobre césped, forma parte del Belgrano Athletic Club y de la Selección Argentina.
Sus padres también están ligados al deporte, Alejandro "Toto" Cerúndolo fue tenista y entrenador, mientras que su madre María Luz Rodríguez es psicóloga deportiva y en su juventud también fue tenista.
Al igual que sus hermanos, es hincha del Club Atlético River Plate.

## Títulos ATP (1; 1+0)

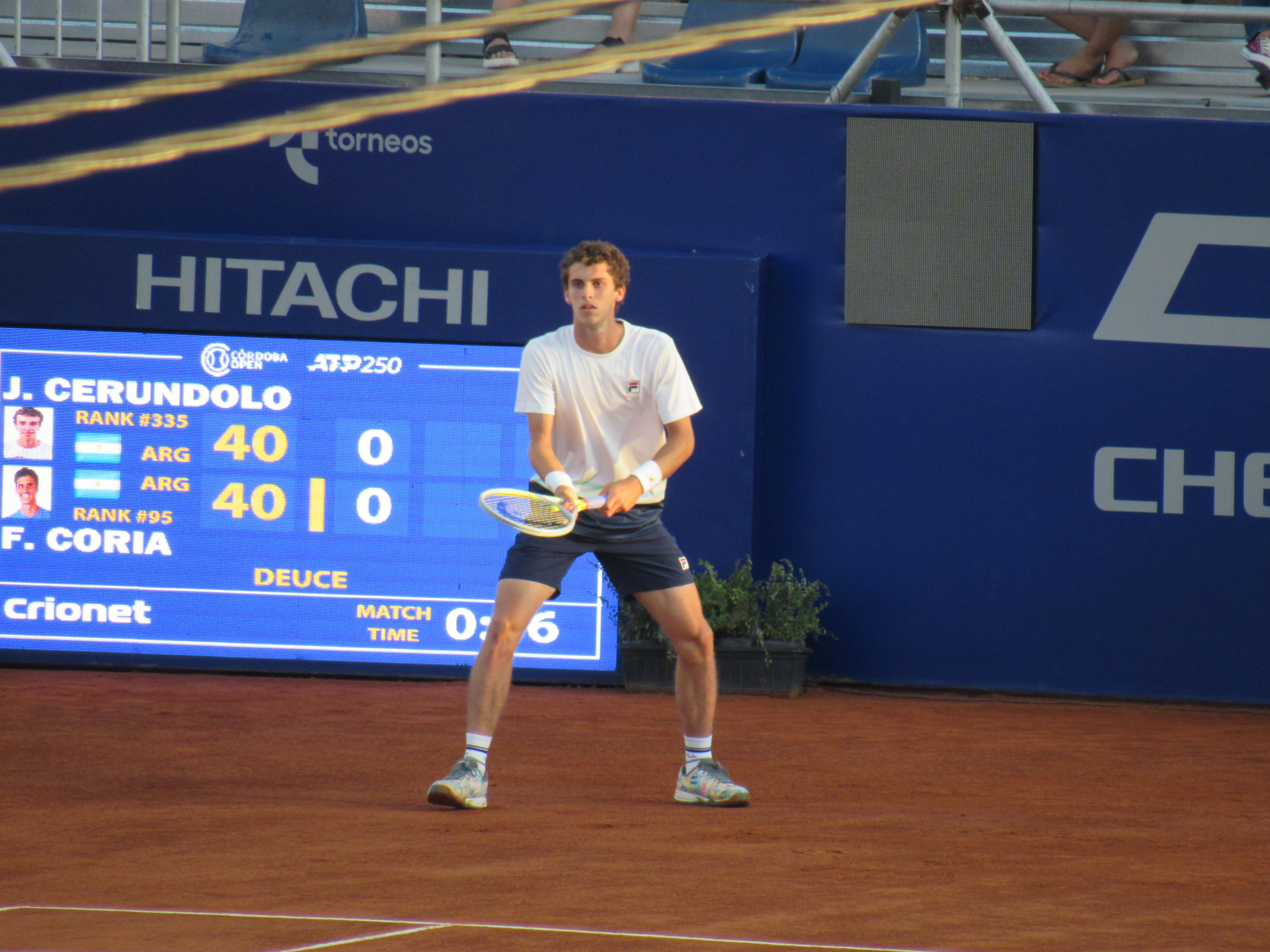
Cerúndolo en las semifinales del Córdoba Open 2021, donde obtendría su primer título ATP.

### Individuales (1)
| Leyenda                   |
| Grand Slam (0)            |
| ATP Tour Finals (0)       |
| ATP Tour Masters 1000 (0) |
| ATP Tour 500 (0)          |
| ATP Tour 250 (1)          |

| N.º | Fecha                 | Torneo  | Superficie    | Oponente en la final | Resultado     |
| --- | --------------------- | ------- | ------------- | -------------------- | ------------- |
| 1.  | 28 de febrero de 2021 | Córdoba | Tierra batida | Albert Ramos         | 6-0, 2-6, 6-2 |

#### Finalista (1)
| N.º | Fecha               | Torneo | Superficie    | Oponente en la final | Resultado     |
| --- | ------------------- | ------ | ------------- | -------------------- | ------------- |
| 1.  | 20 de julio de 2025 | Gstaad | Tierra batida | Aleksandr Búblik     | 4-6, 6-4, 3-6 |

## Títulos Challenger (10; 10+0)

### Individuales (10)
| N.° | Fecha                    | Torneo                      | Superficie    | Oponente en la final | Resultado     |
| --- | ------------------------ | --------------------------- | ------------- | -------------------- | ------------- |
| 1.  | 2 de mayo de 2021        | Challenger de Roma 2        | Tierra batida | Flavio Cobolli       | 6-2, 3-6, 6-3 |
| 2.  | 5 de septiembre de 2021  | Challenger de Como          | Tierra batida | Gian Marco Moroni    | 7-5, 7-6(7)   |
| 3.  | 12 de septiembre de 2021 | Challenger de Banja Luka    | Tierra batida | Nikola Milojević     | 6-3, 6-1      |
| 4.  | 2 de octubre de 2022     | Challenger de Buenos Aires  | Tierra batida | Camilo Ugo Carabelli | 6-4, 2-6, 7-5 |
| 5.  | 23 de octubre de 2022    | Challenger de Coquimbo II   | Tierra batida | Facundo Díaz Acosta  | 6-3, 3-6, 6-4 |
| 6.  | 8 de enero de 2023       | Challenger de Tigre I       | Tierra batida | Murkel Dellien       | 4-6, 6-4, 6-2 |
| 7.  | 15 de enero de 2023      | Challenger de Tigre II      | Tierra batida | Jesper de Jong       | 6-3, 2-6, 6-2 |
| 8.  | 16 de junio de 2024      | Challenger de Lima          | Tierra batida | Pedro Boscardin Dias | 6-4, 6-3      |
| 9.  | 22 de junio de 2024      | Challenger de Santa Cruz II | Tierra batida | Álvaro Guillén Meza  | 3-6, 6-1, 6-4 |
| 10. | 29 de septiembre de 2024 | Challenger de Antofagasta   | Tierra batida | Daniel Vallejo       | 3-6, 6-2, 6-4 |

#### Finalista (4)
| N.° | Fecha                 | Torneo                     | Superficie    | Oponente en la final | Resultado   |
| --- | --------------------- | -------------------------- | ------------- | -------------------- | ----------- |
| 1.  | 15 de agosto de 2021  | Challenger de Meerbusch    | Tierra batida | Tomás Barrios        | 6-7(7), 3-6 |
| 2.  | 31 de octubre de 2021 | Challenger de Lima II      | Tierra batida | Nicolás Jarry        | 2-6, 5-7    |
| 3.  | 23 de abril de 2023   | Challenger de Oeiras       | Tierra batida | Zsombor Piros        | 3-6, 4-6    |
| 4.  | 12 de julio de 2025   | Challenger de Braunschweig | Tierra batida | Mariano Navone       | 3-6, 5-7    |